# THE名門校 日本全国すごい学校名鑑
『THE名門校 日本全国すごい学校名鑑』（ザ・めいもんこう にほんぜんこくすごいがっこうめいかん）は、BSテレ東で2020年1月5日に放送された情報バラエティ番組である。2020年4月19日からレギュラー番組化された。

## 概要
登坂淳一をMCに、「名門校」と呼ばれる中学・高校にスポットライトを当てる情報バラエティー番組。
2021年4月改編で月曜22時台に移動したが、同年10月改編により22時30分 - 22時55分に新番組『Earthshot 世界を変える起業家たち』開始のため、放送時間は30分に縮小した。
2022年10月改編により土曜10時30分 - 10時55分へ枠移動。

## 出演者
2021年9月まで出演
- 登坂淳一 - MC
- 角谷暁子（テレビ東京アナウンサー） - アシスタント
- おおたとしまさ - 解説

## 放送リスト
| 放送日          | 名門校 | ゲスト                                        |
| --------------- | --- | --------------------------------------------- |
| 2020年 1月5日   | 開成中学校・高等学校 ラ・サール中学校・高等学校 成城学園中学校高等学校 神奈川県立横浜翠嵐高等学校 北嶺中学校・高等学校 | 伊沢拓司                                      |
| 4月19日         | 開成中学校・高等学校                                                                                                   | 柳沢幸雄（校長）                              |
| 4月26日         | ラ・サール中学校・高等学校                                                                                             | ラサール石井                                  |
| 5月24日         | 北嶺中学校・高等学校                                                                                                   | 谷内田穣（校長） 山口知也                     |
| 5月31日         | 神奈川県立横浜翠嵐高等学校                                                                                             | 水谷修                                        |
| 6月7日          | 成城学園中学校高等学校                                                                                                 | 石黒賢 武藤十夢（AKB48）                      |
| 6月28日・7月5日 | 桜蔭中学校・高等学校 女子学院中学校・高等学校 雙葉中学校・高等学校                                                     | 馬場典子 高橋梨子 寺澤春香 恩田美湖 森武美帆  |
| 7月19日         | 有名私立小学校のお受験対策                                                                                             | 高橋ユウ 奥野孝子 宮崎謙介 金子恵美           |
| 7月26日         | 慶應義塾 | 菊池麻衣子 根本美緒 水野永吉                  |
| 8月9日          | 東京都立日比谷高等学校                                                                                                 | 岸博幸 武内彰（校長）                         |
| 8月16日         | 埼玉県立浦和高等学校                                                                                                   | タケカワユキヒデ 堀尾正明                     |
| 8月30日         | 東京都立西高等学校 | 中田有紀                                      |
| 9月6日          | 海城中学校・高等学校                                                                                                   | 立川談笑 内藤裕紀 徳光和夫                    |
| 9月20日・27日   | 金城学院中学校・高等学校 フェリス女学院中学校・高等学校                                                                | 須田亜香里（SKE48） いとうまい子 たかまつなな |
| 10月11日        | 駒場東邦中学校・高等学校                                                                                               | 小家一彦（校長） 稲見昌彦                     |
| 10月18日        | 広島県立大崎海星高等学校                                                                                               | 高橋真麻 大林秀則                             |
| 11月1日         | アオバ・ジャパン・インターナショナルスクール                                                                           | フラダーレ・ポール（校長）                    |
| 11月8日         | 渋谷教育学園幕張中学校・高等学校                                                                                       | 皆藤愛子                                      |
| 11月15日        | 武蔵高等学校中学校 | 本郷和人                                      |
| 11月22日        | 学力がグイグイ伸びるやる気スイッチの入れ方                                                                             | 森麻季                                        |
| 12月13日        | 岐阜県立飛騨高山高等学校                                                                                               | -                                             |
| 12月20日        | 聖光学院中学校・高等学校                                                                                               | 大西卓哉                                      |
| 12月27日        | 久留米大学附設中学校・高等学校                                                                                         | 三浦奈保子                                    |
| 2021年 1月10日  | 東大寺学園中学校・高等学校                                                                                             | 山西惇                                        |
| 1月17日         | 愛知工業大学名電中学校・高等学校                                                                                       | -                                             |
| 2月7日          | 神奈川県立小田原高等学校                                                                                               | 瀬戸薫                                        |
| 2月14日         | 大阪府立北野高等学校                                                                                                   | 山田五郎                                      |
| 2月21日         | 群馬県立高崎高等学校                                                                                                   | 加藤聡（校長） 中町公祐                       |
| 3月7日          | 名門校クイズ研究会対抗戦 駒場東邦中学校・高等学校 海城高等学校 聖光学院中学校高等学校 ラ・サール高等学校・中学校       | 須田亜香里（SKE48）                           |
| 3月14日         | 名門校の通過儀礼とは                                                                                                   | 菊地亜美                                      |
| 3月21日         | 東大合格者高校別ランキング大特集                                                                                       | いとうまい子 繁田和貴（個別指導塾TESTEA塾長） |

| 放送日        | 名門校                                                               | ゲスト                                                    |
| ------------- | -------------------------------------------------------------------- | --------------------------------------------------------- |
| 2021年 4月5日 | 灘中学校・高等学校                                                   | 和田秀樹 鈴木奈々                                         |
| 4月12日       | 岩倉高等学校                                                         | -                                                         |
| 4月19日       | 桐蔭学園中学校・高等学校                                             | 椿鬼奴                                                    |
| 4月26日       | 特別編 長崎県立大崎高等学校野球部                                    | 片岡安祐美                                                |
| 5月3日        | 西大和学園中学校・高等学校                                           | 竹内由恵                                                  |
| 5月10日       | 日本航空高等学校                                                     | 井上和香                                                  |
| 5月24日       | トップリーダーを生んだ名門校                                         | -                                                         |
| 6月7日        | 宮城県石巻高等学校                                                   | 中村雅俊                                                  |
| 6月14日・21日 | ようこそ伊沢さん!天才がやった事、やらなかった事SP                    | 伊沢拓司 菊地亜美 上田彩瑛                                |
| 6月28日       | 福島県立福島高等学校                                                 | 佐藤B作                                                   |
| 7月19日       | 青森県立木造高等学校                                                 | 舞の海秀平                                                |
| 7月26日       | 名優たちが母校で学んだ事…一挙公開SP                                  | 中村雅俊 佐藤B作 小倉久寛 山西惇 石黒賢 武藤十夢（AKB48） |
| 8月9日        | 習志野市立習志野高等学校                                             | 井上和香                                                  |
| 8月16日       | 中京大学附属中京高等学校                                             | 安藤美姫                                                  |
| 8月23日       | 智辯学園和歌山中学校・高等学校                                       | レッド吉田（TIM）                                         |
| 9月13日       | 灘vs武蔵!東西の超名門SP! 灘中学校・高等学校 武蔵高等学校中学校       | 鈴木奈々 和田秀樹 本郷和人                                |
| 9月20日       | 山形県立山形東高等学校 山形県立米沢興譲館高等学校                    | 眞島秀和                                                  |
| 9月27日       | SDGs選手権優勝の高校へ潜入 武田中学校・高等学校 明星中学校・高等学校 | -                                                         |

| 放送日         | 名門校                                 | 備考               |
| -------------- | -------------------------------------- | ------------------ |
| 2021年 10月4日 | 名門校出身の私が人気塾講師になったワケ |                    |
| 10月11日       | 青稜中学校・高等学校                   |                    |
| 10月18日       | 東京都立新宿高等学校                   |                    |
| 10月25日       | 久留米大学附設中学校・高等学校         |                    |
| 11月1日        | 長野県松本深志高等学校                 |                    |
| 11月8日        | 北海道小樽潮陵高等学校                 |                    |
| 11月15日       | 東関東馬事高等学院                     |                    |
| 11月22日       | 福岡県立修猷館高等学校                 |                    |
| 11月29日       | 広島学院高等学校                       | 23:00から放送      |
| 12月6日        | 静岡県立焼津水産高等学校               |                    |
| 12月13日       | 神奈川県立湘南高等学校                 |                    |
| 12月20日       | 福岡雙葉高等学校                       |                    |
| 2022年 1月1日  | 新春!がんばれ!中高生スペシャル         | 土曜 12:00から放送 |
| 1月10日        | 沖縄県立那覇高等学校                   |                    |
| 1月17日        | 東京都立戸山高等学校                   |                    |
| 1月24日        | 土佐中学校・高等学校                   |                    |
| 1月31日        | 暁星中学校・高等学校                   |                    |
| 2月7日         | 高野山高等学校                         |                    |
| 2月14日        | 明治大学付属明治高等学校・中学校       |                    |
| 2月21日        | 佐久長聖中学校・高等学校               |                    |
| 2月28日        | 立命館宇治中学校・高等学校             |                    |
| 3月7日         | 中央大学杉並高等学校                   |                    |
| 3月14日        | 早稲田佐賀中学校・高等学校             |                    |
| 3月21日        | 青翔開智中学校・高等学校               |                    |
| 3月28日        | 市川中学校・高等学校                   |                    |
| 4月4日         | 滋賀県立膳所高等学校                   |                    |
| 4月11日        | 僕はこうして名門中学に合格しましたSP   |                    |
| 4月18日        | 栄光学園中学校・高等学校               |                    |
| 4月25日        | 広尾学園中学校・高等学校               |                    |
| 5月2日         | 群馬県立前橋高等学校                   |                    |
| 5月9日         | 明石工業高等専門学校                   |                    |
| 5月16日        | 浅野中学校・高等学校                   |                    |
| 5月23日        | 本郷中学校・高等学校                   |                    |
| 5月30日        | 栄光学園中学校・高等学校               |                    |
| 6月6日         | 花巻東高等学校                         |                    |
| 6月13日        | 香蘭女学校中等科・高等科               |                    |
| 6月20日        | 広尾学園中学校・高等学校               |                    |
| 6月27日        | 筑波大学附属駒場中学校・高等学校       |                    |
| 7月4日         | 函館ラ・サール中学校・高等学校         |                    |
| 7月11日        | 洗足学園中学校・高等学校               |                    |
| 7月25日        | 東京都立小石川中等教育学校             |                    |
| 8月1日         | 新潟県立新潟高等学校                   |                    |
| 8月8日         | 筑波大学附属駒場中学校・高等学校       |                    |
| 8月15日        | 青森県立弘前高等学校                   |                    |
| 8月22日        | 京都市立堀川高等学校                   |                    |
| 8月29日        | 函館ラ・サール中学校・高等学校         |                    |
| 9月5日         | 渋谷教育学園渋谷中学高等学校           |                    |
| 9月12日        | 新潟県立新潟高等学校                   |                    |
| 9月19日        | 同志社香里中学校・高等学校             |                    |
| 9月26日        | 中央大学附属中学校・高等学校           |                    |

| 放送日        | 名門校                                                                 | 備考                     |
| ------------- | ---------------------------------------------------------------------- | ------------------------ |
| 10月8日       | 石川県立金沢泉丘高等学校                                               |                          |
| 10月15日      | 頌栄女子学院中学校・高等学校                                           |                          |
| 10月22日      | 熊本県立済々黌高等学校                                                 |                          |
| 10月29日      | 京都市立堀川高等学校                                                   |                          |
| 11月5日       | 慶應義塾普通部                                                         |                          |
| 11月12日      | 東京都立日比谷高等学校                                                 |                          |
| 11月19日      | 愛光中学校・高等学校                                                   |                          |
| 11月26日      | 頌栄女子学院中学校・高等学校                                           |                          |
| 12月3日       | 富山県立富山中部高等学校                                               |                          |
| 12月10日      | 立教池袋中学校・高等学校                                               |                          |
| 12月17日      | 鎌倉学園中学校・高等学校                                               |                          |
| 12月24日      | 渋谷教育学園渋谷中学高等学校                                           |                          |
| 12月30日      | 慶應義塾普通部 筑波大学附属駒場中学校・高等学校                        | 金曜 8:00から放送        |
| 2023年 1月7日 | 東京都立日比谷高等学校                                                 |                          |
| 1月14日       | 成城学園初等学校                                                       |                          |
| 1月21日       | 鷗友学園女子中学校・高等学校                                           |                          |
| 1月28日       | 愛光中学校・高等学校                                                   |                          |
| 2月4日        | 東大寺学園中学校・高等学校                                             |                          |
| 2月11日       | 神奈川県立横浜翠嵐高等学校                                             |                          |
| 2月18日       | 立教池袋中学校・高等学校                                               |                          |
| 2月25日       | 洛星中学校・高等学校                                                   |                          |
| 3月4日        | 鎌倉学園中学校・高等学校                                               |                          |
| 3月11日       | 愛知県立岡崎高等学校                                                   |                          |
| 3月18日       | 國學院大學久我山中学校・高等学校                                       |                          |
| 3月25日       | 成城学園初等学校                                                       |                          |
| 4月1日        | 栄東中学・高等学校                                                     |                          |
| 4月8日        | 北嶺中学校・高等学校                                                   |                          |
| 4月15日       | 白陵中学校・高等学校                                                   |                          |
| 4月22日       | 東大寺学園中学校・高等学校                                             |                          |
| 4月29日       | 公文国際学園中等部・高等部                                             |                          |
| 5月6日        | 東洋英和女学院中学部・高等部                                           |                          |
| 5月13日       | 成蹊小学校                                                             |                          |
| 5月20日       | 神奈川県立横浜翠嵐高等学校                                             |                          |
| 5月27日       | 東京都市大学付属中学校・高等学校                                       |                          |
| 6月3日        | 吉祥女子中学校・高等学校                                               |                          |
| 6月10日       | 洛星中学校・高等学校                                                   |                          |
| 6月17日       | 横浜市立横浜サイエンスフロンティア高等学校・附属中学校                 |                          |
| 6月24日       | 國學院大學久我山中学校・高等学校                                       |                          |
| 7月1日        | 巣鴨中学校・高等学校                                                   |                          |
| 7月8日        | 東邦大学付属東邦中学校・高等学校                                       |                          |
| 7月15日       | 栄東中学校・高等学校                                                   |                          |
| 7月22日       | 開智中学校・高等学校                                                   |                          |
| 7月29日       | 北嶺中学校・高等学校                                                   |                          |
| 8月5日        | 獨協中学校・高等学校                                                   |                          |
| 8月12日       | 白陵中学校・高等学校                                                   |                          |
| 8月19日       | 錦城高等学校                                                           |                          |
| 8月26日       | 城北中学校・高等学校                                                   |                          |
| 9月2日        | 昭和学院秀英中学校・高等学校                                           |                          |
| 9月9日        | 成蹊小学校                                                             |                          |
| 9月16日       | 大宮開成中学・高等学校                                                 |                          |
| 9月23日       | 東洋英和女学院中学部・高等部                                           |                          |
| 9月30日       | 共立女子中学校・高等学校                                               |                          |
| 10月7日       | 暁星小学校                                                             |                          |
| 10月14日      | 東京都立立川国際中等教育学校・附属小学校                               |                          |
| 10月28日      | 桐光学園中学校・高等学校                                               |                          |
| 11月4日       | 東京都市大学付属中学校・高等学校                                       |                          |
| 11月11日      | 神奈川県立柏陽高等学校                                                 |                          |
| 11月18日      | 横浜市立横浜サイエンスフロンティア高等学校・附属中学校                 |                          |
| 11月25日      | 専修大学松戸中学校・高等学校                                           |                          |
| 12月2日       | 神奈川県立川和高等学校                                                 |                          |
| 12月9日       | 早稲田大学本庄高等学院                                                 |                          |
| 12月16日      | 巣鴨中学校・高等学校                                                   |                          |
| 12月23日      | 清風中学校・高等学校                                                   |                          |
| 12月30日      | 栄東中学校・高等学校 城北中学校・高等学校 昭和学院秀英中学校・高等学校 | 9:30から放送             |
| 2024年 1月6日 | 神奈川大学附属中・高等学校                                             |                          |
| 1月13日       | 高輪中学高等学校                                                       |                          |
| 1月20日       | 東邦大学付属東邦中学校・高等学校                                       |                          |
| 1月27日       | 品川女子学院中等部・高等部                                             |                          |
| 2月3日        | 朋優学院高等学校                                                       |                          |
| 2月10日       | 明星中学校・高等学校                                                   |                          |
| 2月17日       | 獨協中学校・高等学校                                                   |                          |
| 2月24日       | 鎌倉女学院中学校・高等学校                                             |                          |
| 3月2日        | 帝塚山中学校・高等学校                                                 |                          |
| 3月9日        | 宮城県仙台第一高等学校                                                 |                          |
| 3月16日       | 開智中学校・高等学校                                                   |                          |
| 3月23日       | 玉川学園小学部                                                         |                          |
| 3月30日       | 大宮開成中学・高等学校                                                 |                          |
| 4月6日        | 北豊島中学校・高等学校                                                 |                          |
| 4月13日       | 千代田区立九段中等教育学校                                             |                          |
| 4月20日       | 江戸川女子中学校・高等学校                                             |                          |
| 4月27日       | 共立女子中学校・高等学校                                               |                          |
| 5月4日        | 神奈川県立厚木高等学校                                                 |                          |
| 5月11日       | 西武学園文理中学校・高等学校                                           |                          |
| 5月18日       | 成城中学校・高等学校                                                   |                          |
| 6月1日        | 駒込中学校・高等学校                                                   |                          |
| 6月8日        | 淑徳与野中学校・高等学校                                               |                          |
| 6月15日       | 早稲田大学本庄高等学院                                                 |                          |
| 6月22日       | 安田学園高等学校                                                       |                          |
| 6月29日       | 高輪中学高等学校                                                       |                          |
| 7月6日        | 東京学芸大学附属高等学校                                               |                          |
| 7月13日       | 順天中学校・高等学校                                                   |                          |
| 7月20日       | 普連土学園中学校・高等学校                                             |                          |
| 7月27日       | 明星中学校・高等学校                                                   |                          |
| 8月3日        | 桜丘中学・高等学校                                                     |                          |
| 8月10日       | 鎌倉女学院中学校・高等学校                                             |                          |
| 8月17日       | 山脇学園中学校・高等学校                                               |                          |
| 8月24日       | 江戸川女子中学校・高等学校                                             |                          |
| 8月31日       | 法政大学国際高等学校                                                   |                          |
| 9月7日        | 星野高等学校                                                           |                          |
| 9月14日       | 日本女子大学附属中学校・高等学校                                       |                          |
| 9月21日       | 東京学芸大学附属高等学校                                               |                          |
| 9月28日       | 山手学院中学校・高等学校                                               |                          |
| 10月5日       | 桐蔭学園中等教育学校                                                   |                          |
| 10月12日      | 桜美林中学校・高等学校                                                 |                          |
| 10月19日      | 早稲田大学高等学院                                                     |                          |
| 11月2日       | 東京都立西高等学校                                                     |                          |
| 11月9日       | 八王子学園八王子高等学校・中学校                                       |                          |
| 11月16日      | 駒込中学校・高等学校                                                   |                          |
| 11月23日      | ラ・サール学園                                                         |                          |
| 11月30日      | 大阪星光学院中学校・高等学校                                           |                          |
| 12月7日       | 江戸川学園取手中学校・高等学校                                         |                          |
| 12月14日      | 桜丘中学・高等学校                                                     |                          |
| 12月21日      | 早稲田実業学校中等部・高等部                                           |                          |
| 12月28日      | 中央大学高等学校                                                       |                          |
| 2025年 1月4日 | 立教新座中学校・高等学校                                               |                          |
| 1月11日       | 星野高等学校                                                           |                          |
| 1月18日       | 東京科学大学附属科学技術高等学校                                       |                          |
| 1月25日       | 明治大学付属八王子中学校・高等学校                                     |                          |
| 2月1日        | 田園調布学園中等部・高等部                                             |                          |
| 2月8日        | 東邦大学付属東邦中学校・高等学校                                       |                          |
| 2月15日       | 森村学園初等部                                                         |                          |
| 2月22日       | 山脇学園中学校・高等学校                                               |                          |
| 3月1日        | 広尾学園小石川中学校・高等学校                                         |                          |
| 3月8日        | 桐蔭学園中等教育学校                                                   |                          |
| 3月15日       | 宝仙学園中学校・高等学校                                               |                          |
| 3月22日       | ラ・サール学園                                                         |                          |
| 3月29日       | 早稲田実業学校中等部・高等部                                           |                          |
| 4月5日        | 本郷中学校・高等学校                                                   |                          |
| 4月12日       | 東京女学館中学校・高等学校                                             |                          |
| 4月19日       | 三田国際科学学園中学校・高等学校                                       |                          |
| 4月26日       | 立教新座中学校・高等学校                                               |                          |
| 5月3日        | 恵泉女学園中学校・高等学校                                             |                          |
| 5月10日       | 晃華学園中学校・高等学校                                               |                          |
| 5月17日       | 東京科学大学附属科学技術高等学校                                       |                          |
| 5月24日       | 東京学芸大学附属国際中等教育学校                                       |                          |
| 5月31日       | 淑徳巣鴨中学校・高等学校                                               |                          |
| 6月7日        | 穎明館中学・高等学校                                                   |                          |
| 6月14日       | 広尾学園小石川中学校・高等学校                                         |                          |
| 6月21日       | 栄光学園中学校・高等学校                                               |                          |
| 6月28日       | 昭和女子大学附属昭和小学校                                             |                          |
| 7月5日        | 開智日本橋学園中学・高等学校                                           |                          |
| 7月5日        | 順天中学校・高等学校 高輪中学高等学校 山脇学園中学校・高等学校         | 11:30から放送 （地上波） |
| 7月12日       | 東京女学館中学校・高等学校                                             |                          |
| 7月19日       | 洗足学園中学校・高等学校                                               |                          |
| 7月26日       | 聖徳学園中学校・高等学校                                               |                          |
| 8月2日        | 東京都立小石川中等教育学校                                             |                          |
| 8月9日        | 本郷中学校・高等学校                                                   |                          |
| 8月16日       | 十文字中学校・高等学校                                                 |                          |

真夜の夜のTHE名門校×隣のスゴイ家 ハーバード首席卒業の家
2021年8月13日に「真夏の夜のParaviスピンオフ」企画の一環としてParaviで配信開始された『突撃!隣のスゴイ家』とのコラボレーション。出演は角谷アナと（『隣のスゴイ家』のレギュラーである）山根良顕（アンガールズ）。

## スタッフ
（2021年4月5日放送分より）
- 企画：脇坂清人
- ナレーター：眞島秀和、若月佑美（ - 2021年3月21日）、小栗有以（2021年4月5日 - ）[3]、紺野彩夏（2023年4月1日 - ）[4]、橋本マナミ（2024年10月19日 - ）[5]
- 技術協力：endless、ジーリンクスタジオ、花音
- カメラ：田畑純、福本憲之
- 音声：未済津友洋
- VE：中園智貴
- 照明：大類康平
- 編集：鳥塚幸輔
- MA：金城徹
- 選曲効果：窪村友絵
- メイク：馬場泰樹
- リサーチ：丸井乙生（アンサンヒーロー）
- 構成：むらこし豪昭
- 宣伝：佐藤祐紀
- AD：董柔嘉、小野玲恵香、五十嵐彩香、栩木くう
- ディレクター：佐藤仁哉、大平莉加、小笠原豪、高橋美咲、居垣寿典、大川剛史
- AP：山岡紗織
- 総合演出：谷村陸空
- プロデューサー：三沢大助、張江泰之、森田昇、柴田泉
- 制作協力：Hariver、アリソデナサソ
- 製作：BSテレ東 テレビ東京